# 布鲁斯·戴维森
布鲁斯·戴维森（英語：Bruce Davidson，1949年12月31日—），美国男子马术运动员。他曾代表美国参加1972年、1976年、1984年、1988年和1996年夏季奥林匹克运动会马术比赛，获得二枚金牌和二枚银牌。